# Ecología industrial
La ecología industrial es una propuesta de alternativa técnica y socioeconómica que presenta una metáfora del sistema industrial basada en los ecosistemas. Presenta un modelo que sirve de pasarela entre una concepción de economía lineal donde los recursos son extraídos de los ecosistemas, explotados por actividades humanas y finalmente reenviados de vuelta a los ecosistemas pero en una forma degradada; hacia una concepción de economía circular que reduce la presión sobre los recursos naturales, recicla los bienes usados y limita los desechos. Las estrategias que permiten esta transición con una visión dirigida hacia la sustentabilidad, son: la valorización de desechos en forma de materia prima, la reconexión de actividades consumatrices de materia y energía en la industria y su consecuente producción de emisiones disipativas; la desmaterialización de productos y actividades económicas; y la descarbonizacion energética. Una de las formas más particulares y representativas de la ecología industrial es la Simbiosis industrial, con su ejemplo más representativo en Kalundbourg, Dinamarca; así como en Altamira, México entre otros.  
La ecología industrial consigue que el consumo de materias primas y energías se reduzca a unos valores tales que la biosfera pueda reemplazarlos, y que las emisiones de residuos se reduzcan hasta unos valores tales que la biosfera pueda asimilarlos. Entiende al sistema industrial como un ecosistema, en el que se intercambian flujos de materia, energía e información con el mismo y con su entorno. Su objetivo es estudiar estos flujos y reestructurar el sistema industrial para que se mantenga en equilibrio con la biosfera por sí mismo. (Seoanez Calvo, M.: 1998). 
Como lo menciona Ramaswamy, en el artículo científico, "Estrategias para la producción", lo que se busca es reemplazar el modelo lineal de los sistemas productivos por uno cíclico, promoviendo las interacciones entre la economía, el medio ambiente y la sociedad, además de aumentar la eficiencia de los procesos industriales. (Ramaswamy, 2003).
Se dice que una empresa consigue ecoeficiencia cuando oferta productos y servicios a un precio competitivo, y estos satisfacen necesidades humanas e incrementan su calidad de vida, mientras a lo largo de su ciclo vital reducen progresivamente el impacto medioambiental y la intensidad del uso de recursos, hasta el nivel de la capacidad de carga del planeta. (Lehni, M.: 1999)
Según el informe Brundtland de la Comisión de Medio Ambiente y Desarrollo de Naciones Unidas en 1987 – informe Brundtland se define como “el desarrollo que satisface las necesidades del presente sin comprometer la capacidad de las futuras generaciones para satisfacer sus propias necesidades”. 
El Observatorio de la sostenibilidad en España (OSE) ha publicado un informe titulado "Ecoeficiencia y evolución de la industria"  en el que se manifiesta un aumento de políticas limpias industriales, exigidas por los propios consumidores, más que por la legislación vigente. 
Cada vez son más las empresas adheridas al EMAS (Eco-Management and Audit Scheme o Reglamento Comunitario de Ecogestión y Ecoaudiotoría), una normativa voluntaria de la Unión Europea que reconoce a aquellas empresas y organizaciones con un compromiso material con el medio ambiente. Según los datos aportados por MARM (Ministerio de Medio Ambiente y Medio Rural Marino) en el año 2010, véase la figura 1, el número de empresas adheridas a este sistema de gestión, para la continua mejora en dinámicas medioambientales, se ha multiplicado por un 184% en los últimos 6 años. 
Entre las herramientas para mejorar la ecoeficiencia de las industrias se distinguen las siguientes: 
1.	Reducción de la intensidad de uso de las materias primas.
2.	Reducción de la intensidad de uso de la energía.
3.	Reducción del daño a la salud humana y el medio ambiente.
4.	Fomento de la reutilización y reciclaje de los materiales.
5.	Proporcionar calidad de vida.
6.	Aumentar la intensidad de servicios de sus productos y servicios. Fomentar la Economía de Servicios.

## Tesis, implementación y funcionamiento
El objetivo de las tecnologías o los modos de producción convencionales suelen ser optimizaciones para una instalación concreta, sin tomar en cuenta del impacto global. La ecología industrial busca sin embargo una optimización a escala de grupos de empresas, de filiales, de regiones e incluso del sistema industrial en su conjunto. Para lograrlo, apoya la transición del sistema industrial actual hacia un sistema viable, durable, inspirado en el funcionamiento casi-cíclico de los ecosistemas naturales. En la práctica, la ecología industrial tiene como ejes principales:
- Valorizar los desechos de una rama como insumos de otra, con el objetivo de potenciar el reciclaje cerrando los ciclos y limitando de esta manera los residuos últimos.
- Crear ciclos de vida para las materias y minimizar las emisiones disipativas que dispersen contaminantes en el medio ambiente
- Desmaterializar los productos y las actividades económicas (Economía baja en carbono)
- Descarbonatar la energía

Lo que diferencia a la ecología industrial de los enfoques clásicos de gestión del medio ambiente (como el reciclaje, la descontaminación, la eficiencia energética o el uso de energías renovables) es su capacidad de combinar los estudios de cada sector mediante procesos integradores. Para ello requiere del dominio de disciplinas muy diversas como informática, ingeniería, física y química, pero también la ecología, economía, el derecho, filosofía, logística, ecodiseño...

## Condiciones de éxito
Las condiciones de éxito para crear una simbiosis industrial se basan en las de los sistemas naturales:
- Diversidad: Las actividades de las empresas deben de ser diferentes y complementarias, de forma que los desechos de unas sean los insumos de otras.
- Proximidad: El coste del transporte de los residuos-insumos no debe limitar el intercambio.
- Cooperación: Para organizar la simbiosis, las compañías deben desarrollar relaciones enmarcadas en la cooperación, la comunicación y la confianza mutua.